# Javier García García
Javier García García és un futbolista català, nascut a Girona el 5 d'octubre de 1977. Ocupa la posició de defensa.

## Trajectòria
Comença a destacar al Granada CF, on milita entre 1997 i 1999. Eixe any fitxa per la UE Lleida, amb qui debuta a Segona Divisió. Hi està dues campanyes, a l'equip català, sent titular.
L'estiu del 2001, el Lleida baixa a Segona B, però el defensa fitxa pel Recreativo de Huelva. Eixa temporada, la 01/02, hi juga 31 partits i marca un gol, i el seu equip puja a la màxima categoria. A Primera, és titular, disputa 32 partits i marca un altre gol. El Recreativo no aconsegueix romandre i retorna a la Segona.
De nou a la categoria d'argent, el gironí perd la condició de titular. El 2005, deixa Huelva i retorna al Granada CF.